# Dussumieria
Dussumieria es un género de peces de la familia Dussumieriidae, del orden Clupeiformes. Este género marino fue descrito por primera vez en 1847 por Achille Valenciennes.

## Especies
Especies reconocidas del género:
- Dussumieria acuta Valenciennes, 1847
- Dussumieria elopsoides Bleeker, 1849